# Giovanni Antonio Guardi

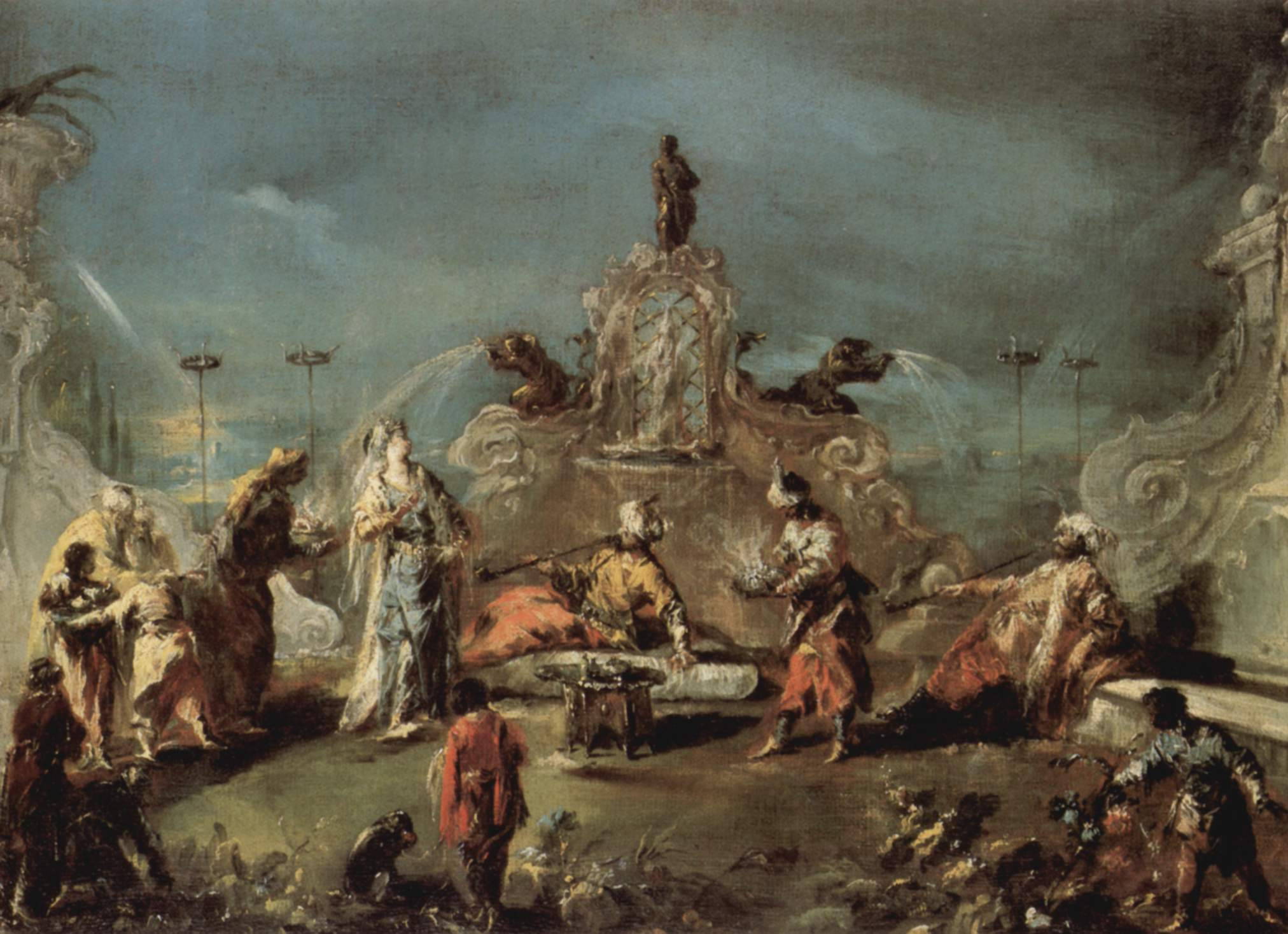
W ogrodach Seraju (1743)

Giovanni Antonio Guardi, (także Gianantonio Guardi) – malarz włoski epoki rokoka. Został ochrzczony w Wiedniu 27 maja 1699. Zmarł 23 stycznia 1760 w Wenecji. Jest uważany za współzałożyciela powstałej w roku 1750, lecz oficjalnie uznanej dopiero w roku 1756 Akademii Weneckiej.
Był synem malarza z Trentino w północnych Włoszech. Jego braćmi byli Francesco Guardi (1712–1793) i Nicolò Guardi, jego siostra Cecilia Guardi wyszła za mąż za Giovanni Battista Tiepolo (1696–1770), który został w roku 1756 prezesem Akademii Weneckiej.
Rodzina Giovanni Antonio Guardiego przeniosła się do Wenecji, gdzie jego ojciec założył pracownię malarską, przejętą po jego zgodnie 1719 przez syna Giovanni Antoniego.
Giovanni Antonio Guardi wyspecjalizował się po roku 1750 w malarstwie wedutowym. Dla znawcy sztuki Johanna Matthiasa von der Schulenburg sporządzał też kopie obrazów innych mistrzów oraz obrazy o motywach tureckich – łącznie 106 obrazów.

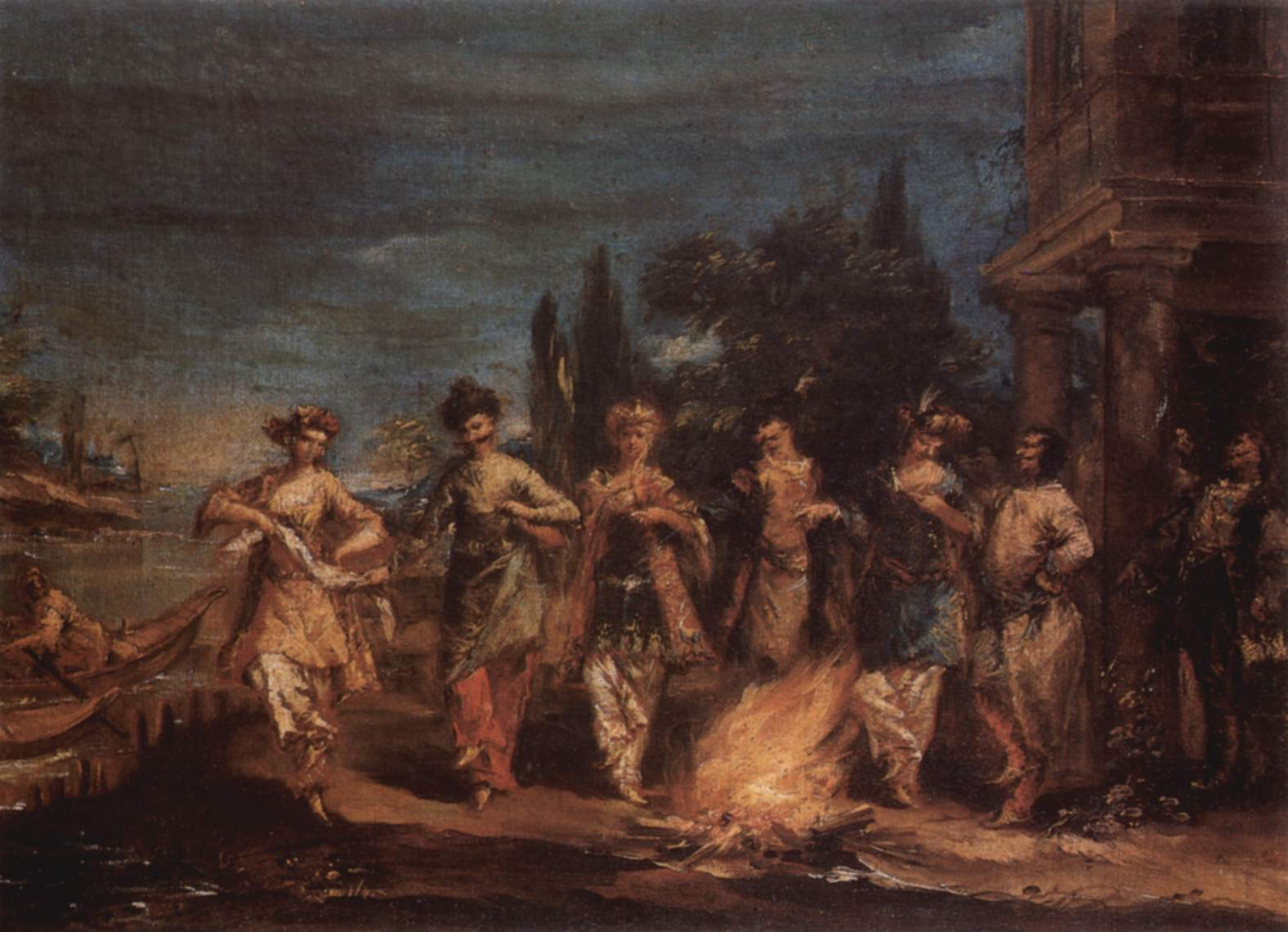
Taniec turecki
W haremie
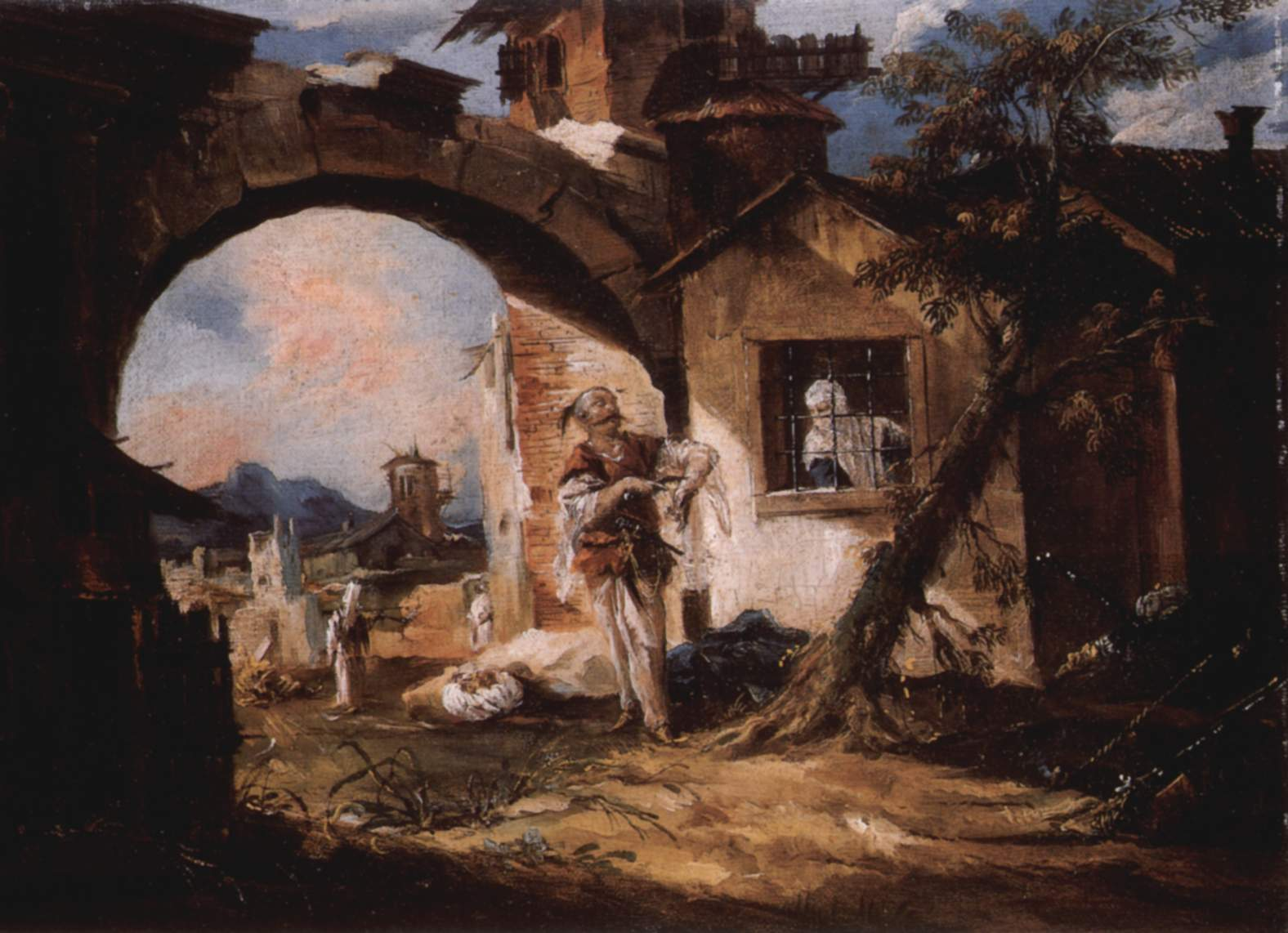
Żołnierz i kurtyzana
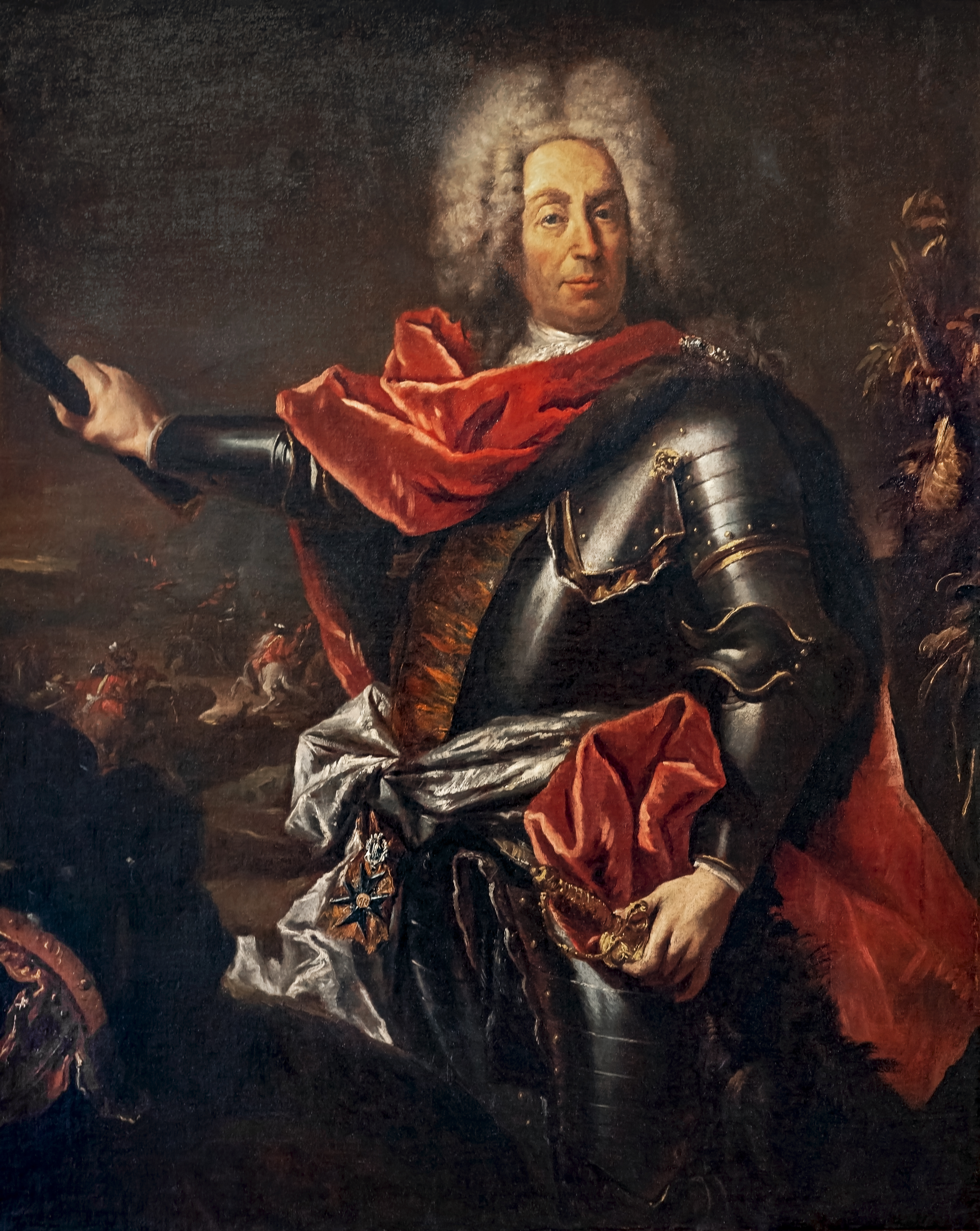
Portret Johanna Schulenburga